# Galina Fiódorovna Románova
Galina Fjodorowna Romanowa (Romankovo, Dnepropetrovsk, Ucraïna, URSS, 1918 - Presó de Plötzensee, Alemanya, 3 de novembre de 1944) va ser una metgessa ucraïnesa presonera del règim nazi que va organitzar un grup de resistència des de l'interior dels camps de concentració nazis de la regió d'Oranienburg, al nord de Berlín durant la Segona Guerra Mundial.

## Biografia
Galina Fjodorowna Romanowa va néixer en el poblat de Romankovo a la regió de Dnepropetrovsk, Ucraïna. El seu pare va ser un ferrer que va ser assassinat per la NKVD el 1937. Va estudiar medicina a la Universitat de Dnepropetrovsk i solament va aconseguir acabar la llicenciatura quan la seva regió va ser assolada per l'ocupació alemanya al principi de 1942. Va ser presa presonera i deportada al Camp de concentració de Sachsenhausen a la regió d'Oranienburg, es va salvar de la primera selecció en aquest camp i va passar com a metgessa rotativa en un dels camps de treballs forçats satèl·lits de Wildau per a presoners soviètics, donant assistència mèdica als hospitals de treballs ajudada per mitjà d'auxiliars, un d'ells es deia Alexei Kalinitchenko.
Un químic i exiliat soviètic anomenat Konstantin Konstantinowitsch Shadkewitsch que organitzava la resistència russa en els camps de treball, li va presentar a Georg Groscurth, metge de la Universitat de Berlín que pertanyia secretament a la Europäische Union que mantenien contacte amb els aliats.
Galina Romanowa va organitzar una sort de resistència entre els seus contactes en aquests camps, proporcionant comunicacions entre els membres de la Unió Europea de nacionalitat francesa i belga. Els contactes eren simulats sota el pretext de consultes mèdiques. Georg Groscurth va ser arrestat per la Gestapo, el 4 de setembre de 1943 i va cometre delació forçada sota constrenyiment de tortura desvelant les seves activitats.
Malgrat tot, no va ser obstacle perquè Romanowa pogués trobar un contacte amb membres de la Creu Roja Internacional sueca on va preparar un missatge per ser lliurat als aliats sota el mateix pretext.
Finalment, Galina Romanowa i Alexei Kalinitchenko van ser descoberts el 6 d'octubre de 1943, justament quan el missatge estava preparat i van ser sotmesos a durs interrogatoris on el seu ajudant Kalinitchenko va morir arran de les tortures. Tant Galina Romanowa com Konstantin Shadkewitsch van ser enviats a presó. Galina Romanowa va ser enviada a la presó de Plötzensee i Shadkewitsch a Brandenburg sent condemnats a mort el 27 d'abril de 1944, sent executats el 3 de novembre i el 30 d'octubre d'aquest any respectivament, Galina Romanowa va morir als 26 anys.